# Рассадин, Николай Михайлович
Рассадин Николай Михайлович (15 июля 1949, пос. Красное-на-Волге Красносельского района Костромской области) — российский учёный, кандидат педагогических наук, профессор, в 1989—2014 гг. ректор Костромского государственного университета имени Н. А. Некрасова.

## Биография
С 1966 года работал учеником слесаря на Ярославском шинном заводе, затем чертёжником-конструктором в Ярославском филиале института по проектированию заводов автомобильной промышленности, учеником на строгальный станок Красносельской ювелирной фабрики.
1968—1970 — служба в рядах Советской армии
1970—1975 — студент Костромского государственного педагогического института имени Н. А. Некрасова: историко-педагогический факультет
1975—1978 — ассистент кафедры теории и методики пионерской работы Костромского педагогического института
1978—1981 — аспирант НИИ общих проблем воспитания Академии педагогических наук СССР
1981 — ассистент, затем старший преподаватель, доцент, профессор
1985—1988 — декан художественно-графического факультета
1988—1989 — заведующий кафедрой педагогики
В 1989 году избран ректором КГПИ.
1989—2014 ректор Костромского педагогического института, педагогического университета, государственного университета им. Н. А. Некрасова.
26 июня 2014 года Рассадин избран председателем Костромского отделения Российского исторического общества.
В 2024 году являлся доверенным лицом кандидата в президенты России Владимира Путина.

## Награды и звания
Кандидат педагогических наук, профессор. Заслуженный работник высшей школы РФ, Почётный работник высшего профессионального образования РФ, награждён медалью ордена «За заслуги перед Отечеством» II степени.
Летом 2011 года Николаю Михайловичу за высокие достижения в деятельности, направленной на обеспечение благополучия и роста благосостояния населения Костромской области, способствующей развитию и повышению её авторитета в Российской Федерации, присвоено звание «Почётный гражданин Костромской области».